# Chaunacops
Chaunacops is een geslacht van straalvinnige vissen uit de familie van chaunaciden (Chaunacidae).

## Soorten
- Chaunacops coloratus (Garman, 1899)
- Chaunacops melanostomus (Caruso, 1989)
- Chaunacops roseus (Barbour, 1941)